# Bredinia
Bredinia is een geslacht van schietmotten uit de familie Hydroptilidae.

## Soorten
Deze lijst van 16 stuks is mogelijk niet compleet.
- B. alza SC Harris, RW Holzenthal, & OS Flint, Jr, 2002
- B. appendiculata OS Flint & JL Sykora, 1993
- B. costaricensis (OS Flint, 1967)
- B. davenporti SC Harris, RW Holzenthal, & OS Flint, Jr, 2002
- B. dominicensis OS Flint, 1968
- B. emarginata SC Harris, RW Holzenthal, & OS Flint, Jr, 2002
- B. espinosa SC Harris, RW Holzenthal, & OS Flint, Jr, 2002
- B. guanacasteca SC Harris, RW Holzenthal, & OS Flint, Jr, 2002
- B. manabiensis SC Harris, RW Holzenthal, & OS Flint, Jr, 2002
- B. mexicana SC Harris, RW Holzenthal, & OS Flint, Jr, 2002
- B. pilcopata SC Harris, RW Holzenthal, & OS Flint, Jr, 2002
- B. selva SC Harris, RW Holzenthal, & OS Flint, Jr, 2002
- B. spangleri SC Harris, RW Holzenthal, & OS Flint, Jr, 2002
- B. sucrensis SC Harris, RW Holzenthal, & OS Flint, Jr, 2002
- B. venezuelensis SC Harris, RW Holzenthal, & OS Flint, Jr, 2002
- B. zulia SC Harris, RW Holzenthal, & OS Flint, Jr, 2002